# Cabello de ángel (pasta)

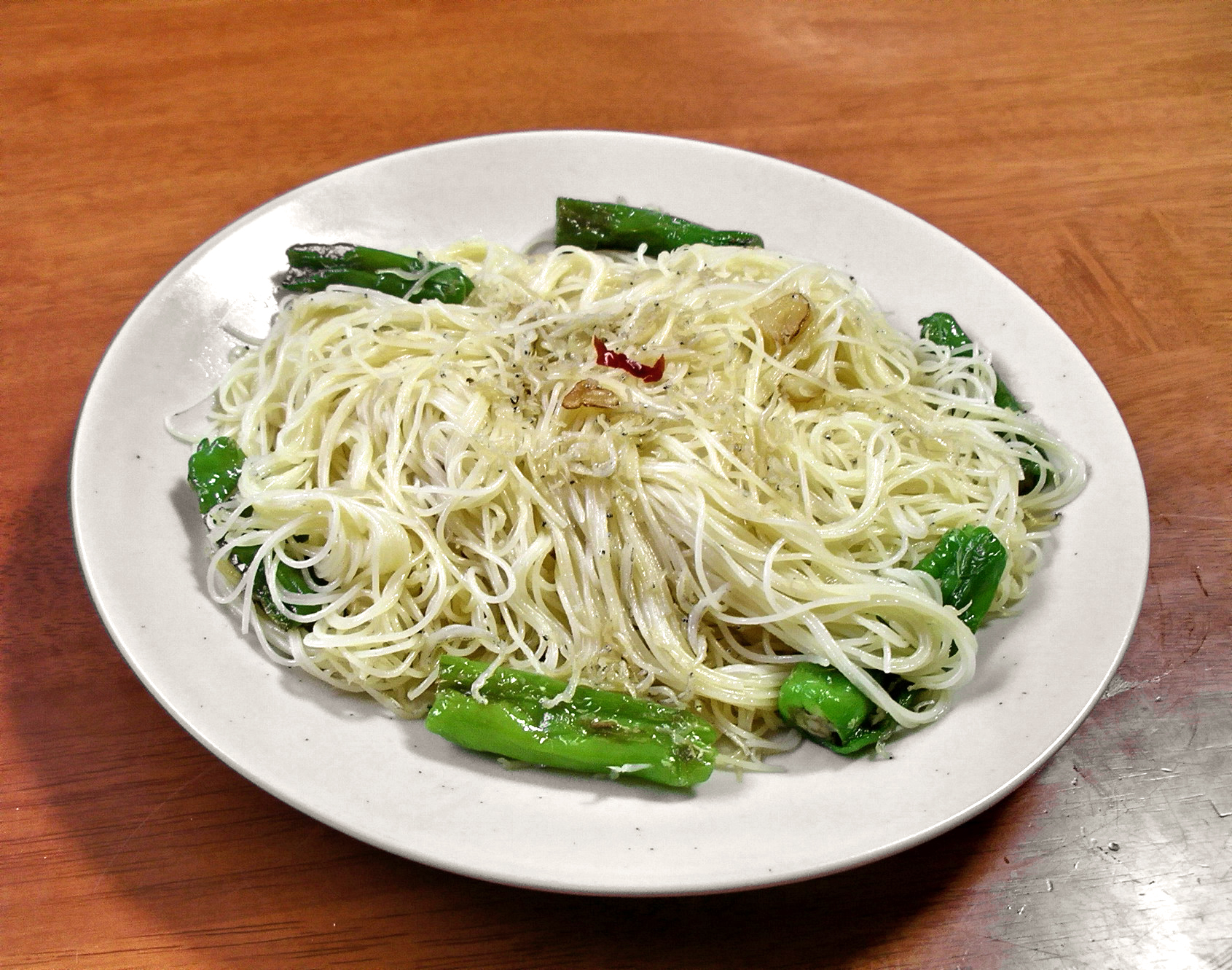
Capellini servido sobre pimientos japoneses y arenques.

El cabello de ángel (capelli d'angelo o capellini en italiano y al plural) son similares a los espaguetis, pero mucho más delgados. Se trata de una pasta de grosor más fino que los vermicelli y tradicionales de la cocina italiana. 
Es difícil trazar exactamente la ciudad de proveniencia de los capelli d'angelo, aunque las ciudades más probables son: Génova, Nápoles o la zona del Valle Latino. Es un formato entre los más sutiles de las pastas largas en nido: tienen un espesor que va de los 0,78 a los 0,88 mm. En algunos lugares hispanohablantes les llaman simplemente fideos.
También su nombre en italiano recuerda el característico espesor muy sutil de este formato, aconsejado en la dieta de los niños de los 9 meses en adelante, de tal manera de acostumbrar los más pequeños a la comida de los adultos.
Los capelli d'angelo son un formato de pasta larga que resulta bien en las recetas con caldo, y en estas preparaciones generalmente se rompe en trozos. Los capelli d'angelo se pueden también gustar como pastas sin condimentos líquidos, condimentadas con salsas blancas, huevos, mantequilla cruda y queso, mantequilla fundida y queso grana padano o requesón ahumado.

## Características
Se trata de una pasta elaborada a base de harina de trigo duro, agua y sal. Suele hervirse en agua durante un periodo no superior a 4 minutos, debido a su extremada finura.